# Вендемиаль
Вендемиаль — святой епископ Капсы. День памяти — 2 мая.
О святом Вендемиале достоверно мало что известно. Он был епископом Капсы (ныне Гафса, Тунис) и, как и другие североафриканские прелаты, действовал в очень трудный период: недавно регион был завоеван вандалами, арианами, во главе с деспотическим королем Гуннерихом.
Подробные сведения о его житии представлены в многочисленных пассиях, написанных в более поздние времена.
Молодого Вендемиаля, умного и добродетельного, убедили стать священником, и уже через несколько месяцев после рукоположения начальство решило поставить его в епископы. Он был ярым сторонником истинной веры против разгула арианства и участвовал в карфагенском соборе (484 г.), во время которого 458 африканских епископов осудили ересь.
Реакция Гуннериха не заставила себя долго ждать, и сразу же начались ожесточенные преследования, которые привели к мученичеству или изгнанию многочисленных епископов. Вендемиаль вместе с сорока шестью другими прелатами был схвачен и отправлен на Корсику, где был приговорен к принудительным работам по рубке древесины для флота вандалов. Это не ослабило его веру, скорее, он продолжил свое апостольское послушание, обратив язычников и еретиков.
В конце изгнания он вернулся в Африку и вместе с Евгением, епископом Карфагена, продолжил свою проповедь, совершая также многочисленные чудеса. Однако некоторое время спустя он решил вернуться в места изгнания, где закончил свое существование. Он был похоронен в нынешнем городе Сен-Флоран, рядом с гробницей Фьоренцо Ди Семина.
Однако, согласно Римскому мартирологу, Вендемиаль умер мучеником: его обезглавили вместе с Лонгином, епископом Помарии. Агиография утверждает, что эти двое вызвали гнев правителя, вернув зрение слепому, что вызвало замешательство у ариан.